# Щелкан (приток Терсы)
Щелкан — река в России, протекает в Саратовской и Волгоградской областях. Устье реки находится в 13 км по левому берегу реки Терса. Длина реки составляет 122 км.

## Притоки
(км от устья)
- 70 км: Река в овраге Журавка
- 70 км: Кленовка
- 91 км: Река в овраге Поцелуев
- 93 км: Река в овраге Берёзовый

## Данные водного реестра
По данным государственного водного реестра России относится к Донскому бассейновому округу, водохозяйственный участок реки — Терса, речной подбассейн реки — Бассейн прит-в Дона м/д впад. прит-в Хопра и Северского Донца. Речной бассейн реки — Дон (российская часть бассейна).
Код объекта в государственном водном реестре — 05010300212107000008862.